# مارتن نولان
مارتن نولان (بالإنجليزية: Martin Nolan)‏ هو صحفي أمريكي، ولد في 28 مارس 1940.